# Irma Jämhammar
Irma Jämhammar, född 10 september 1969 i Georgiska SSR i Sovjetunionen, är en georgisk-svensk skådespelare.
Jämhammar utbildades till skådespelare i sitt hemland under åren 1987–1991. Hon har medverkat i ett flertal teateruppsättningar. Hon har även bland annat medverkat i TV-serierna Tunna blå linjen från 2021 och Sanningen från 2023. Hon har vidare medverkat i Beck-filmen Quid Pro Quo från 2023.

## Filmografi (i urval)
- 2010–2011 – Starke man (TV-serie)
- 2021 – Tunna blå linjen (TV-serie)
- 2021 – Heder (TV-serie)
- 2023 – Quid Pro Quo
- 2023 – Andra akten
- 2023 – Sanningen (TV-serie)
- 2024 – Allt blir bra